# Gruit

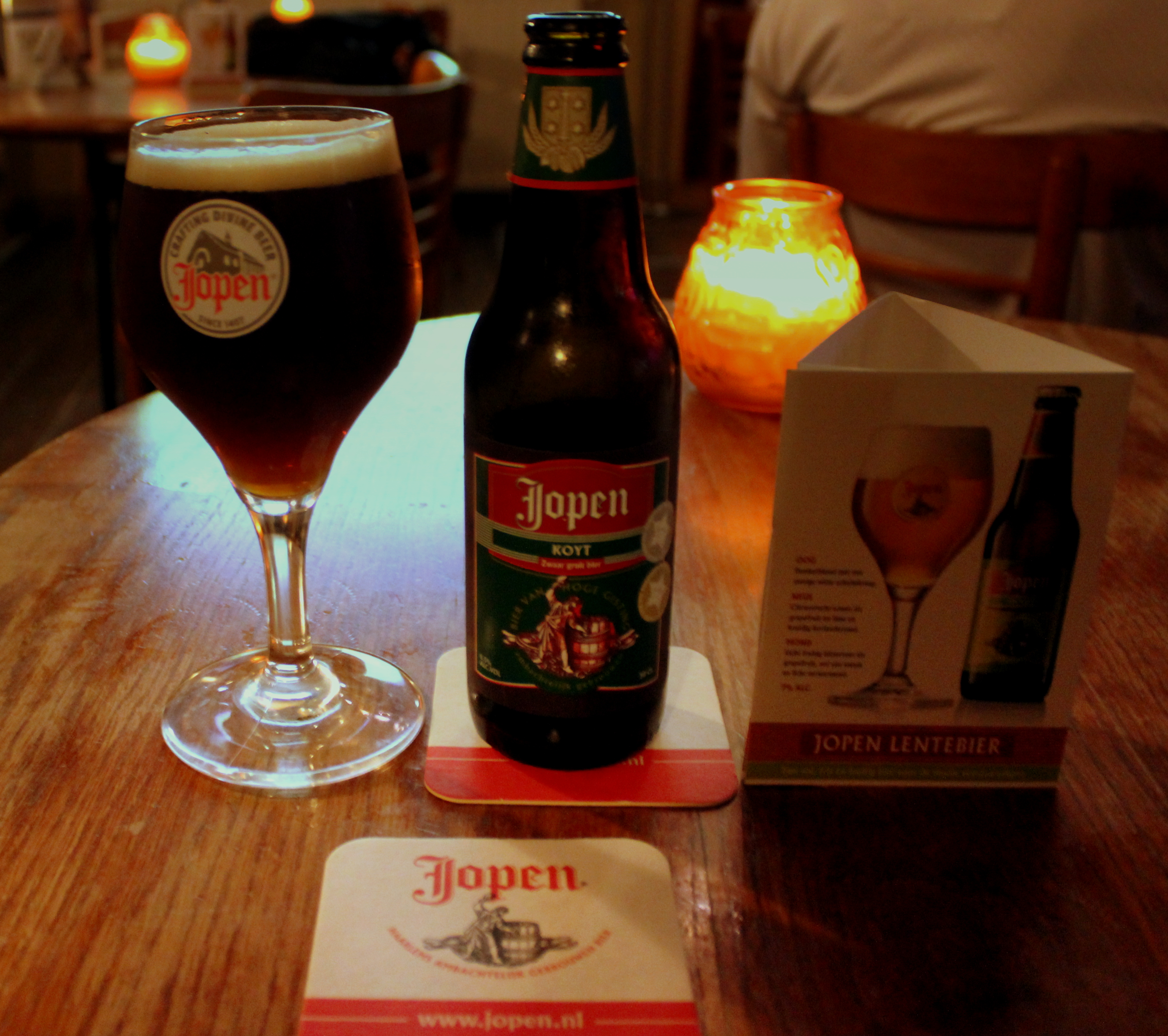
Jopen Koyt, een modern gruitbier uit Haarlem

Gruit of gruut is een kruidenmengsel om bier te brouwen. Tot voor kort was het een middeleeuws bier, sinds de 21e eeuw is er ook modern gekruid craftbier zonder hop. Gruitbieren worden ook wel kortweg gruit genoemd, evenals het monopolie om dit ingrediënt te produceren en te verkopen, de omzetbelasting die voortvloeide uit dit monopolie.

## Voorkomen
Middeleeuws gruitbier werd gebrouwen in de Lage Landen van Vlaanderen, Nederland en West-Duitsland tussen ongeveer de 10e tot de 15e eeuw. Met de import van het nieuwe Duitse gehopte bier in het begin van de 14e eeuw stapten de Hollandse brouwers over naar het brouwen met hoppen, de zuidelijke Nederlanden hield tot eind van de 15e eeuw in meer of mindere mate vast aan de traditionele wijze van brouwen.

## Het gruitrecht
Het recht om gruit te produceren en te verkopen was in de 10e eeuw via keizerlijke schenkingen eerst in handen van de kerk en landeigenaren gekomen. In de 12e en 13e eeuw verleenden ook zij dit recht, nu niet alleen aan individuen maar ook aan steden. Door de opkomst van verstedelijking in de 13e eeuw, waarbij brouwen als beroep ontstond, konden dorpen en steden dit recht gebruiken om brouwen voor verkoop te belasten. Toen dit recht in handen kwam van steden - de opbrengst werd onder andere gebruikt om openbare werken en oorlogen mee te betalen - werden het in- en verkopen van het product gruit nauwkeurig bijgehouden in de stedelijke cameraarsrekeningen waarvan meerdere zijn overgeleverd.

## Ingrediënten van gruit
In eerste instantie was gruit een combinatie van een graanproduct met of zonder bederfwerende kruiden. Om gruitbier langer houdbaar te maken werd het bier met een relatief hoog alcoholgehalte gebrouwen en een van de huidige theorieën is dat de wort werd versterkt met een siroopachtig graanextract. Naast dit graanproduct werd over het algemeen ook een combinatie van kruiden toevoegd, plus geraffineerde hars dat ook een conserverende werking heeft. De gebruikte kruiden waren ofwel gagel (Myrica gale) of moerasrozemarijn (Ledum palustre), laserkruid (Laserpitium siler) en laurierbesjes (Laurus nobilis). Mogelijkerwijs werd ook hoppen gebruikt, vooral in de overgangsperiode van gruit naar gehopt bier. Alleen bij de rekeningen van het gruithuis in Keulen uit 1391 en 1393 is er sprake van anijs (Pimpinella anisum), jeneverbessen (Juniperus communis) en karwij (Carvum carvi). Aangezien dezelfde rekeningen ook aangeven dat er geen laserkuid of hars gekocht kon worden, is het waarschijnlijk dat deze afwijkende kruiden gekocht werden in de hoop om de gewenste smaak van laserkruid en hars na te bootsen en geen deel uitmaakten van het standaard gruitproduct. De beschikbare historische bronnen duiden aan dat andere kruiden genoemd in verband met middeleeuws gruit, zoals salie (Salvia officinalis) en duizendblad (Achillea millefolium), voornamelijk berusten op speculaties vanuit verouderd onderzoek.

## Een verouderde technologie
De eerste schriftelijke gegevens over het hopgewas komen van de 9e eeuw in Karolingisch Europa en ten tijde van de 12e eeuw was er sprake van hoptuinen voor het gebruik in bier in Noord-Duitsland. Eeuwenlang werd gehopt bier en gruitbier zij aan zij gebrouwen in West-Europa. Blijkbaar duurde het enige tijd om de productie en het gebruik van hop te verfijnen. Bier gebrouwen met hop en de juiste technieken blijft veel langer goed maar het had ook een ander groot voordeel in een land van vele oorlogen en graanschaarste: er was veel minder graan nodig om een drinkbaar en goed houdbaar bier te maken. De bisschop van Utrecht klaagde in 1364 over de Novus modus fermentandi cervisiam ofwel een nieuwe methode om bier te brouwen die zijn inkomsten uit gruit sterk verminderden. Niet alleen het gebruik van hop was nieuw, ook de manier waarop bier met hop gebrouwen werd. Waar voorheen het voldoende was om het gemoute en gebroken graan te mengen met heet water in een grote pot, om vervolgens het graanvocht af te filteren en te laten gisten, was bij het brouwen met hoppen een extra stap nodig. De hopbellen werden een uur lang met het gefilterde graanvocht (de wort) gekookt om de bederfwerende stoffen beschikbaar te maken en zo ontstond een nieuwe manier van brouwen.
In de 13e eeuw werd de handel in het gehopt Noord-Duitse bier serieus, waarschijnlijk als gevolg van verbeterde productie. Door deze handel werd gehopt bier geïntroduceerd in andere delen van Europa en onder andere Holland schakelde over tot de import en later het brouwen van gehopt bier voor de eigen handel. Waarschijnlijk werd dit proces in de zuidelijke Lage Landen vertraagd omdat de lokale kerken en overheden wel baat hadden bij de verkoop van gruit, maar niet bij de verkoop van hop of gehopt bier. Zo klaagde in 1401 de stad Zwolle bij bisschop Frederik van Blankenheim over zijn intentie om hun gruitrecht te verlengen: hoppenbyer, dat men gemeenlike drynket in onssen lande, daer onse gruyten … seer mede afgegaen, ende vernyelt syn..
In eerste instantie werd de inkoop en productie van gehopt bier verboden. Toen dat niet haalbaar bleek, werd ook gehopt bier belast, in eerste instantie zelfs onder dezelfde noemer als gruit. Graaf Willem III beoordeelde in 1326 bij een ruzie tussen hopbrouwers en de baljuw: dat zoe wie voorwaerd meer die grute te Leiden housen zel, die zel houden beyde hoppe ende gruyte. Nadat de hop gruit geheel vervangen had, paste de belasting zich ook weer aan en van de heffing op een ingrediënt tot omzetbelasting, ontwikkelde het door tot invoerrechten.

## Gruit als geneeskrachtig kruidenbier
De overgang naar hop maakte het moutaspect van gruit overbodig en de gruittechniek verdween uit mensheugenis. Gruitbier als een geneeskrachtig kruidenbier is langer bekend gebleven. Opgenomen in Eenen Nyeuwen Coock Boeck uit 1560 als een van de gezonde recepten voor den wech der ghesondheyt is dit het enige bekende recept voor gruytbier:
Om Gruyt, ende Gruytbier te maken. Neemt tegen eenen pot een koren bakelaer (een laurier besje), ende alsoo veel aipoys (hars), ende wat haveren doppen (zemelen), ende twee saykens (zaadjes) van gagel. Ende maeckt dit bier alleen van gherstenmoute, ende set dit dan met ghiste— Eenen Nyeuwen Coock Boeck (1560)

## Hedendaagse gruit
Na de introductie van gehopt bier was het snel gedaan met gruitbier. Op enkele 16e-eeuwse vermeldingen na was de praktische kennis over gruit in de 17e eeuw geheel verdwenen. De hernieuwde interesse in de 19e en 20e eeuw, inclusief gruit, had vele wilde theorieën tot gevolg. Met de hernieuwde interesse in historische bieren werd ook de interesse in gruitbier hernieuwd. Hierbij wordt vooral aandacht besteed aan het maken van gekruid bier, met het idee van gruit/kruid in tegenstelling tot het moderne gehopte bier.

## Hedendaagse brouwers van moderne gruitbieren (selectie)
- Stadsbrouwerij De Goudsche Leeuw, Gouda
- Stadsbrouwerij Jopen, Haarlem
- Stadsbrouwerij Gruut, Gent
- Proefbrouwerij, Lochristi
- Brouwerij Palm, Steenhuffel
- Brouwerij Brunn, Beveren
- Brouwerij Kormoran
- Brouwerij Williams in Schotland
- Brouwerij O'Hanlons in Engeland
- Ricklinger Brauerei
- Weißenoher Klosterbrauerei
- Gruthaus
- Spent Brewers Collective